# JOJO'S BIZARRE ADVENTURE OVER HEAVEN
『JOJO'S BIZARRE ADVENTURE OVER HEAVEN』（ジョジョズ ビザー アドベンチャー オーバー ヘヴン）は、漫画『ジョジョの奇妙な冒険』の小説化作品の一つ。『ジョジョの奇妙な冒険』25周年を記念して発表された小説プロジェクト『VS JOJO』の第2弾として2011年12月16日に発売（2011年12月21日に刊行）された。著者は西尾維新。原作および挿絵は荒木飛呂彦。

## 概要・制作背景
第6部ストーンオーシャンにて語られているDIOの手記－空条承太郎が焼却した「天国に行く方法を記したノート」を、スピードワゴン財団から依頼を受けたとある研究者（本書の著者）が復元・解読したものという体裁がとられている。刊行日は第6部の作中時に相当し、空条承太郎は記憶を失い昏睡状態にあるということになっている。
主人公は第1部、第3部のジョースター家の宿敵で、第6部でも宿敵プッチ神父の親友として登場しているディオ（DIO Brando）である。序文は著者、本文はディオ、あとがき部は西尾維新によるものとなっている。
内容は1989年のディオによる自伝・日記・研究記録であり、19世紀のジョナサン・ジョースターとの戦いを回想しつつ、天国に行く方法を模索するというもの。ノートの筆記者・語り部はディオ自身となっている。構成は全80章。文章を通しているため戦闘時のディオのような興奮や激昂はなく、感情面も全体的に落ち着いている。
時折、ジョースター一行とディオの部下との戦いの報告が挿入されている。また第4部や第5部に登場するディオに関係する人物についての動向も記されており、総括すると1部から6部まで（7部以降までも）、ディオの目から見たジョースター家との一世紀以上に渡る歴史が描かれている。
本編では言及されることがなかった不明点、例えば「スタンドは1人1体のはずなのに、ディオがザ・ワールド以外に持っている茨のようなスタンドの正体」「両手右の男の正体」「ジョルノやリキエルといったディオの息子たちは何故生まれたか」「ディオとエリナが助かった棺の謎」などといった所に本書独自の答えが出されている。
製本サイズは四六判ハード。表紙イラストは明暗の反転した「闇から浮かび上がるディオ」で、中央に円形の穴が空いており、カバー下の「D」エンブレムが覗いている。カバーを外すと、金箔でオリジナルのDエンブレムが装丁されている。冒頭には青系のディオとザ・ワールドのカラーイラストがついている。挿絵はラフスケッチ風で、主に該当章で言及される人物が描かれている。
『VS JOJO』は、「VS」と冠されているとおり、若手作家が小説で勝負を挑むという野心企画とされている。西尾は2005年に荒木と対談を行ったことがあり、そのおりに乙一のジョジョノベライズ「テュルプ博士の解剖学講義」に触れて、憧れと「もしも自分がノベライズをやるなら1部2部、脇役を語り部にして、他作家とかぶらないようにするかな」と言ったことがあった。その後自身がノベライズ企画に関わることとなり、さらに自由に書いてよいという執筆条件だったことも踏まえて、本編最重要人物かつ好きなキャラクターであるディオを題材に決めたという。
そして先述したように、内容にはディオ死後の6部までおよび新世界の7部的な要素までがみられる。例えば作中にてディオは自身を「奪い取る者・餓えた者」と自認しているが、これは7部にてジョニィ・ジョースターがディエゴ・ブランドー（別人物としてリニューアルされた7部版ディオ）の精神性を言い当てた言葉である。これらは本書が刊行された2011年は8部初期が連載中だったという執筆時期が内容に影響を及ぼしているためである。西尾は「ジョジョリオンの1巻が出る前にノベライズを出したかった」と発言しており、ジョジョリオン1巻に数日先駆ける形での刊行となった。（以上出典：西尾維新クロニクル、ウルトラジャンプ2011年12月号付録小冊子『VSJOJOマニアクス』）
『VSJOJOマニアクス』には一部先行試し読みが掲載された。そちらでは掲載ページが「半ば焼けたノートであるように」デザインなされていた。

## あらすじ
ホワイト・スネイクによって記憶を奪われた空条承太郎は昏睡状態に陥ってしまった。スピードワゴン財団は、承太郎を救う手がかりとして、かつて承太郎がエジプトで焼却したというディオ・ブランドーの手記を再生させることを考える。東方仗助でも完全な復元はできなかったというノートの断片は暗号化されていたが、独自の解釈で解読された。
吸血鬼ディオは『天国に行く方法』を探っている。そのためには高潔なる魂を持った「信頼出来る友」が必要であり、その「まだ見ぬ友」のためにノートを記す。己の生い立ちを振り返り、ジョナサン・ジョースターとの関わりや戦いといった100年前の出来事を述懐する。復活した後はエンヤ婆に出会いスタンドを獲得し、さらにはエンリコ・プッチやダービーなどのスタンド使いと知り合う。さらにはジョナサンの末裔が生き延びており、ディオのスタンドの影響でホリィ・ジョースターの命に危機が迫ったことで、ジョセフ・ジョースターと空条承太郎はディオを殺すべくカイロへと向かってくる。

## 登場人物
ディオ・ブランドー（DIO）
『天国に行く方法を記したノート』のオリジナルの著者である100年以上の時を生きる吸血鬼。その首から下はジョナサン・ジョースターから奪ったもの。
幼少期に聞かされた『天国』という概念への関心と、自身のスタンド『ザ・ワールド』の「時を支配し止める」能力から『天国に行く方法』の可能性を感じ、ノートに記し始めたとされる。
ディオの母
ディオに「気高く誇り高く生きればきっと天国に行ける」と教育した。
ディオからは「客観的に愚かだった」「彼女は天国には行けなかっただろう」と評され、複雑な思いを抱かれている。
エンヤ婆
両右手の魔女。組織のナンバーツーで、ディオを支配者であると崇拝する。
そのためにディオは、彼女は天国の思想などはくだらぬと否定するであろうと考えており、ノートの存在を知らせていない。

## 本作独自の解釈・設定

### 第一部の時点
- ディオの母についての掘り下げがある。彼女は貧民街に似つかわしくない聖人のような女性であり、幼少の彼に基本的な知識や作法を教えたという。父の暴力で母が流産したことで、ディオは弟か妹を亡くしている。
- ウィンドナイツ・ロットにてディオは吸血鬼の身体の限界を知るための人体実験をしており、その結果として、吸血鬼が人間の体を乗っ取ることが可能であることを知る。
- 首だけになりジョナサンの肉体を奪うことを思いついたディオは、ジョナサン結婚の情報を新聞で知り、より安全にかつ惨めな自分の姿を誰にも見られずに計画を遂行するため、襲撃場所にハネムーンの船上を選んだ（のちにこの判断は間違いだったと自戒している）。
- ジョナサンの肉体を乗っ取り、そこで力尽きたディオの体をエリナが棺桶に入れたという。断片的な彼の記憶によれば、棺桶で船から脱出した後、彼女は哀れみの言葉とともに彼を海底に沈めたとされる。

### 第三部の時点
- 棺桶が海から引き上げられ、そこでクルーザーの船員の血を吸ったディオ（DIO）は、その後、占いの内容に従って訪れたエンヤ婆の迎えの船によって、命を取り留めた。
- 日本を調査させていた部下の虹村（形兆・億泰の父）から、ホリィが「スタンド熱」で倒れた旨の報告を受け取っている。
- 「日本に刺客を送り込み、ホリィを殺して血液を奪ってはどうか」というエンヤ婆からの提案は、ジョセフと承太郎の精神的な成長材料になりかねないという理由で却下し、先に彼らを倒すべきと判断している。
- 息子のJ・ガイルの死の知らせによってエンヤ婆は発狂してしまい、ディオはやむなく彼女に肉の芽を植えつけることで理性を保たせた。
- エンヤ婆敗北の報告はスティーリー・ダンがしており、ディオはその直後に彼女を始末するよう彼に命じた。
- エンヤ婆とJ・ガイルの両手首が右手なのは、二人が第一部でディオがウィンドナイツ・ロットにて人体実験を行った者の子孫であり、両手首が右手なのはその実験の影響であろうとディオが日記に書き記している。
- 「ホルス神」のペット・ショップは最も遅い時期（「デス・サーティーン」敗北後の時点）にディオの仲間になったスタンド使いである。
- エジプト九栄神の暗示を持つスタンド使いが全て揃ったことを記念して、ディオは彼ら全員を屋敷に集め、会合を開いた（原作でスピードワゴン財団の男が報告していた内容である）。
- 会合の翌日、ディオは「ジャッジメント」（カメオ）と「ハイプリエステス」（ミドラー）の敗北と、アヴドゥル生存の情報を得た。
- 「ゲブ神」のンドゥールの敗北の知らせの後、アメリカのエンリコ・プッチがディオの元を訪れている。また、ディオは彼をアメリカへ返す際、護衛として部下のジョンガリ・Aを同行させた。
- ジョースター一行が館内に侵入して以降は、ヌケサクとヴァニラ・アイスが逐一戦況を報告していた。
- ヌケサクは忠誠心ゆえか、実際には主がいないはずの塔の最上階に、わざとジョースター一行を案内していた。ディオはそれを知り、襲撃のため事後的にそこへ向かった。
- ポルナレフの勧誘に失敗し、落胆の意を記している。その後自ら決戦に赴くとして、80章にて絶筆となる。

### その他
- 本作においては、一貫して「ディオ」と表記される。原作で使われていた「DIO」という名称表記は、強調的に、ディオ自身が「人間ではない純粋な誇りある存在」という意味で使用している。
- 「弓と矢」によるスタンド使い集め・組織の拡大や管理はエンヤ婆に任せているが、ディオはそれとは別に「『天国』へ行くため」の方法を求めて秘密裏に行動している。
- ディオはこのノートの存在自体エンリコ・プッチを除いては誰にも知らせていない。また暗号などによって非常に難解に記してあるという。
- DIOのもつ茨型のスタンド（ジョナサンのスタンド）がエンヤ婆により「ハーミットパープル」と名付けられている（ジョースター側視点とは逆の、ディオ側からの言及であるため）。
- スタンド使いは自身の能力を知られることを嫌うため、基本的に徒党を組まない。ディオ側戦力は人数では勝るが、結束するジョセフ達に対して刺客を1人ずつ送るという戦法にならざるをえず、その点では不利である。ホル・ホースやオインゴ・ボインゴ兄弟のような者達は例外。
- タロットやエジプト九栄神のカードの暗示を持たないスタンド使いのことは「はぐれスタンド使い」と呼称される。
- Part3作中で「吸血鬼」と表記されていたヌケサクとヴァニラ・アイスが、Part1寄りに「ゾンビ」と表記されている。
- 肉の芽を埋め込まれるか、ゾンビ化したスタンド使いの能力（スタンドパワー）は低下してしまう。そのため少なくとも花京院とポルナレフ、エンヤ婆、ヴァニラ・アイスのスタンドは本来のそれよりも弱体化していたとされている。

- DIO（ディオ）の能力や心情に関して
  - ディオは相手がスタンド使いであるか、その素質があるかどうかを感覚で見抜くことができる。
  - ストレイツォが名付けた「空裂眼刺驚」の名称をディオが知っている。「波紋使いが名づけた」と表記されているが、知った経緯や詳細については言及されない。
  - DIOは「気化冷凍法」を使うことはできるが、ジョナサンの肉体なのでコントロールが難しい上、スタンド使いとの戦いには役に立たない「過去の技術」ということで封印している。
  - ダービー兄弟の「魂を操る」スタンド能力に強い関心を示し、同時に人の「魂」についても考察している。
  - 会合でのボインゴとの会話を元に、「覚悟」こそが天国へ行くためのヒントなのではないかと推論している。
  - 献上されてきた女性のうちの何人かと子供を作ったと記しているが、その後の経緯は確認していない。
  - エジプトの遺跡で矢を発掘し、エンヤ婆に売り渡した謎の少年・ディアボロについても「機会があれば調査したい」旨を記している。
  - ディオは人間を「与える者」「奪う者」「（与えられ）受け継ぐ者」の三つに分類している。それによると自分や父・ダリオは「奪う者（≒持たざる者）」、ジョナサンやその子孫たちは「受け継ぐ者（≒持つ者）」であり、自分の母親やジョージ一世は「与えるもの」であると考えている。また、最期の父・ダリオや最期のジョナサンは最終的に「与える者」になったとし、自分はそのどれでもない「捨てる者」にならねばならないと記している。
  - ジョージ一世やジョナサンの性格を「紳士的」、ジョセフや承太郎の性格を「非紳士的」と評価している。
  - 自分の目的を妨げる者はいつも「聖女」であったと記しており、例としてエリナやホリィを挙げている。

## 書籍情報
- ISBN 978-4-08-780630-4 2011年12月16日発売